# 布魯納 (密蘇里州)
布魯納（英語：Bruner）是位於美國密蘇里州克里斯蒂安縣的非建制地區。

## 歷史
布魯納的郵局自1895年營運至今。

## 地理
布魯納所處的海拔為高於海平面446米（即1463英呎），而該地所採用的時區為UTC-6，即北美中部時區（CST）。同時該地設有夏令時間，為UTC-6調快一小時，即UTC-5（CDT）。